# Wyatt-Insel
Die Wyatt-Insel ist eine 8 km lange und 3 km breite Insel vor der Loubet-Küste des Grahamlands im Norden der Antarktischen Halbinsel. Sie liegt 3 km südlich der Day-Insel nahe der Mitte des Laubeuf-Fjords.
Erstmals vermessen wurde die Insel 1936 bei der British Graham Land Expedition (1934–1937) unter der Leitung des australischen Polarforschers John Rymill. Dieser gab der Insel provisorisch den Namen South Island (englisch für Südinsel). 1948 nahm der Falkland Islands Dependencies Survey eine neuerliche Vermessung vor. Namensgeber der heute gültigen Benennung ist Vizeadmiral Arthur Guy Norris Wyatt (1893–1981), Hydrograph der Royal Navy von 1945 bis 1950.